# Classe tous risques (film)
Pour les articles homonymes, voir Classe tous risques.
Pour plus de détails, voir Fiche technique et Distribution.
Classe tous risques est un film policier franco-italien réalisé par Claude Sautet, sorti en 1960.
Ce film s'inspire des dernières années de la cavale d'Abel Danos (renommé Abel Davos dans le film), présenté comme un père aimant et attentionné, dont on apprend seulement qu'il est recherché par la justice française, sans qu'il soit jamais précisé pourquoi (Abel Danos, dit Le Mammouth ou le Bel Abel, était le tortionnaire le plus brutal de la Gestapo française). Ses anciens amis truands, présentés comme des lâches sans parole, rechignent à l'aider, ce qui contraste avec le personnage sympathique d'Éric Stark qui l'aide sans hésitation, sans contrepartie.

## Synopsis
Gangster condamné à mort par contumace et recherché par la police, Abel Davos s'est réfugié en Italie avec sa femme Thérèse et leurs deux enfants. Il réussit avec Raymond Naldi un hold-up à Milan mais les deux compères sont vite pourchassés, et décident de rentrer clandestinement en France. 
Le petit groupe débarque sur une plage déserte de Menton, mais deux douaniers les surprennent. S'ensuit une fusillade, au cours de laquelle Thérèse et Raymond Naldi sont tués. Resté seul avec ses enfants, Abel fait appel à ses anciens amis de Paris, Riton et Fargier, et leur demande de venir les chercher à Nice. Ceux-ci, ne pouvant venir eux-mêmes car ils mènent maintenant une vie à peu près normale, lui envoient un homme sûr, Éric Stark, au volant d'une ambulance. Davos se lie d'amitié avec Éric qui le cache dans une chambre de bonne dans son immeuble.
Mais la situation de Davos ne fera que se compliquer et tout finira très mal pour lui comme pour presque tous ses anciens amis. Éric Stark, lui, s'en tirera presque indemne et trouvera l'amour avec une auto-stoppeuse qui l'avait aidé en jouant les infirmières quand il avait ramené Abel Davos de Nice.

## Fiche technique
- Titre : Classe tous risques
- Réalisation : Claude Sautet
- Scénario : Claude Sautet, José Giovanni et Pascal Jardin, d'après le roman Classe tous risques de José Giovanni
- Dialogues : José Giovanni
- Musique : Georges Delerue
- Décors : Rino Mondelini
- Photographie : Ghislain Cloquet
- Son : Jacques Lebreton
- Montage : Albert Jurgenson
- Production : Jean Darvey
- Production déléguée : Robert Amon
- Directeur de production : Jacques Planté
- Sociétés de production : Mondex Films, Les Films Odéon, Filmsonor et Zebra Film
- Sociétés de distribution : Cinédis (France), United Artists (États-Unis)
- Pays d’origine : France et Italie
- Langue originale : français avec quelques dialogues en italien
- Format : noir et blanc — 35 mm — 1,66:1 — son monophonique
- Genre : policier, drame
- Durée : 105 minutes
- Dates de sortie : 
  - France : sortie à Paris le 23 mars 1960, sortie nationale le 10 avril 1960
- Classification et visa CNC : tous publics, Art et essai (visa d'exploitation no 22432 délivré le 10 janvier 1990)[1]

## Distribution
- Lino Ventura : Abel Davos, le gangster en cavale
- Jean-Paul Belmondo : Éric Stark, le jeune convoyeur
- Sandra Milo : Liliane, la jeune femme de la troupe de théâtre
- Marcel Dalio : Arthur Gibelin, le receleur
- Jacques Dacqmine : le commissaire Blot
- Claude Cerval : Raoul Fargier, un ancien complice d'Abel
- Bernard Dhéran : Blastone, le directeur de la troupe théâtrale
- Michel Ardan : Henri Vintran, dit : Riton, un ancien complice d'Abel
- Stan Krol : Raymond Naldi, le complice d'Abel
- Simone France : Thérèse Davos, la femme d'Abel
- René Génin : M. Chapuis, gardien de musée
- Jeanne Pérez : Jacqueline Chapuis
- Charles Blavette : M. Bénazet
- Philippe March : Jean Martin, dit Petit Jeannot
- Betty Schneider : la petite bonne
- Évelyne Ker : la fille de Gibelin
- Sylvain Lévignac : Jacques Imbert, le détective de l'agence privée
- Michèle Méritz : Sophie Fargier, la femme de Raoul
- Jean-Pierre Zola : Bacérès, détective privé
- France Asselin : Denise Vintran, la femme d'Henri
- Corrado Guarducci : Ferrucci, l'intermédiaire italien
- Robert Desnoux : Pierrot, le fils aîné des Davos
- Thierry Lavoye : Daniel, le second fils des Davos
- Marcel Bernier : un inspecteur
- Albert Daumergue : un homme chez Riton
- Marcel Gassouk : un homme au bureau de poste
- Laure Paillette : la dame de l'ascenseur

## Production

### Genèse et développement
La genèse de Classe tous risques naît de la rencontre entre Lino Ventura et Claude Sautet. Trois ans auparavant, en 1958, Sautet met en scène Bonjour sourire, son premier film en tant que réalisateur. Mais ce dernier, qui remplaçait Robert Dhéry, ne le considère pas comme son premier film personnel,. Peu après, Sautet est retourné au poste d'assistant réalisateur. Il apporte également son aide à des scénarios, notamment en les débloquant quand il le faut et reprend quelques dialogues. Sur le tournage du Fauve est lâché de Maurice Labro, pour lequel il officie en tant que coscénariste et assistant-réalisateur, il fait la connaissance de Ventura. Lorsque de fréquents désaccords entre Ventura et Labro poussent le réalisateur à quitter le tournage avant son terme, Sautet, qui s'est rapproché de Ventura, s'attelle à diriger les dernières scènes du film. Ayant apprécié le film, le réalisateur Jacques Becker, qui a tourné le premier film avec Ventura, Touchez pas au grisbi, conseille à l'acteur de poursuivre cette collaboration en adaptant le roman de José Giovanni, Classe tous risques. Ventura se passionne pour le livre de Giovanni, Sautet en apprécie et l'écriture, et le thème du gangster traqué qui tient à rester un bon père de famille,.
Alors que Ventura tient le rôle de Davos, Sautet trouve en Jean-Paul Belmondo le jeune acteur idéal pour interpréter Éric Stark. Sautet a remarqué Belmondo, alors peu connu du grand public, grâce au film Les Tricheurs de Marcel Carné. Néanmoins, les producteurs refusent d'engager ce jeune acteur alors inconnu avec un physique si particulier, préférant davantage Laurent Terzieff ou Gérard Blain. Mais c'est sans compter la détermination de Sautet, qui, grâce au soutien de Ventura à l'origine du projet et qui a son mot à dire, arrive à imposer la présence de Belmondo dans le film.

### Tournage
Le tournage de Classe tous risques se déroule du 7 octobre au 8 décembre 1959. Principalement tourné aux studios Francœur pour les scènes d'intérieur, les prises de vue en extérieur ont lieu dans des quartiers de Paris et des sites de la Côte d'Azur (Le Cros-de-Cagnes et Nice).

## Commentaires
Selon la biographie de José Giovanni, le personnage d'Abel Davos est inspiré d'Abel Danos, dit « le Mammouth » en raison de sa forte corpulence, que ce dernier a connu à la prison de la Santé. Danos, tueur à gages avant la guerre, a été de 1941 à 1944, un des bourreaux de la Gestapo française de la rue Lauriston, aussi appelée « la Carlingue », menée par Henri Lafont et Pierre Bonny, qui se livrait à des actes de collaboration active tout en s'enrichissant. Danos a été fusillé pour collaboration en 1952.
Interrogé en 1994 par Michel Boujut qui lui demande s'il savait en faisant son film qui était exactement le modèle de José Giovanni, Claude Sautet répond : « L'aurais-je su que je n'aurais peut-être pas fait le film. J'ignorais en effet qu'Abel Danos — Davos dans le film — avait fait partie de la bande de Bonny-Lafont pendant l'Occupation ». À l'époque du tournage, les revues d'Histoire destinées au grand public, notamment Historia, publiaient régulièrement des articles sur les aspects les plus noirs de la collaboration, et le pseudonyme adopté est transparent. On pourrait donc s'étonner qu'il ne se soit trouvé personne, parmi ses anciens amis communistes, qui l'ait mis en garde contre l'apologie d'un homme qui a tué de nombreux communistes, hommes et femmes, sous la torture. Mais, parmi les critiques de cinéma de l'époque, aucun ne semble avoir fait le lien, il n'y eut aucune indignation, et cela n'est jamais évoqué pour expliquer le succès relatif de ce film.
Le complice d'Abel Davos dans sa fuite hors d'Italie, Raymond Naldi, est un avatar de Raymond Naudy, dit « Le Toulousain », un ancien FFI, devenu le compagnon de Danos dans le « Gang des Tractions Avant ».
Le commissaire Blot est inspiré du commissaire Georges Clot, responsable à la Libération de la cellule anti-Gestapo de la police judiciaire.
Petite invraisemblance : quand Éric Stark s'arrête à une station-service pour faire un plein, il continue à fumer près des pompes et de son réservoir sans que le pompiste lui en fasse la remarque.

## Autour du film
- Le nom du personnage principal, Abel Davos, fait référence à l'oncle de José Giovanni, gangster et membre de la Carlingue[11].
- Le hold-up des dix premières minutes a été tourné en caméra cachée, sans que Claude Sautet, adepte des méthodes de la Nouvelle Vague, ait prévenu qui que ce soit, ce qui, dans une des avenues les plus passantes de Milan, ne fut pas sans poser certains problèmes : les acteurs furent pourchassés par des piétons et il y eut un problème cardiaque dans la foule.

## Sortie et accueil

### Réception critique
« Sautet mène son film avec une rapidité sèche, dénuée de sensiblerie, dans une atmosphère pluvieuse et sombre. La solitude de Ventura évoque bien des personnages du cinéaste. Notamment le Michel Serrault de Nelly et Monsieur Arnaud ou le Daniel Auteuil, de Un cœur en hiver. — Pierre Murat »
« Réalisation nerveuse, violente, donnant aux personnages beaucoup de relief et de vie, et à chaque scène une authenticité qui fait tout l'intérêt du film, et qui sauve de la banalité un scénario conventionnel. »
« Très inspiré par le cinéma noir américain, Sautet, pour son premier film assumé, réalise une œuvre nette, directe, au rythme soutenu, avec deux truands mythiques ; Davos, le vieux routier, et Stark, le jeune voyou. Deux acteurs superbes dans un film classique, mais nerveux. »

### Box-office
Avant d'être distribué en province le 10 avril 1960, Classe tous risques sort dans les salles françaises le 23 mars 1960 d'abord à Paris dans trois salles (le Berlitz, le Paris et le Wepler). Le film, écopant d'une interdiction aux moins de 13 ans, prend la tête du box-office parisien avec plus de 56 000 entrées, délogeant À bout de souffle, qui occupait la tête du podium la semaine précédente. Le long-métrage reste la semaine suivante en tête du box-office parisien avec 43 825 entrées, portant le cumul à 100 505 entrées. Après une troisième semaine passé en troisième place du box-office où il enregistre plus de 32 000 entrées supplémentaires, le film quitte rapidement le circuit des exclusivités parisiennes.
Le film peine à fonctionner sur l'ensemble du territoire français, où il fait une carrière dans les salles en dehors du top 30 hebdomadaire, bien qu'y figurant de manière sporadique (six fois entre le 20 avril au 25 octobre 1960, dont une dixième place en quatorzième semaine d'exploitation), avant de terminer sa première année en salles avec 875 971 entrées et une 69e place du box-office annuel. L'accueil public relativement médiocre peut s'expliquer par la sortie quasi simultanée d'À bout de souffle, avec également Jean-Paul Belmondo en tête d'affiche, qui retient toute l'attention et connaît un véritable succès en salles et éclipsant ainsi Classe tous risques, dont le revers commercial vient à ruiner ses producteurs. En 1961, le long-métrage enregistre 191 887 entrées, tandis que 72 260 spectateurs ont vu Classe tous risques en 1962, portant le cumul à 1 140 118 entrées depuis sa sortie initiale.
Il sera néanmoins réhabilité trois ans plus tard, à l'initiative du cinéma Mac Mahon et du magazine Présence du cinéma, qui organisent et promeuvent sa ressortie avec succès (368 397 entrées pour un cumul de 1 559 572 entrées en 1965), permettant au film de totaliser un cumul de 1 726 839 entrées (dont 502 775 entrées sur Paris) grâce aux reprises en salles.
| Semaine | Semaine                            | Rang | Entrées | Cumul   | Salles | no 1 du box-office hebdo.  |
| ------- | ---------------------------------- | ---- | ------- | ------- | ------ | -------------------------- |
| 1       | 23 au 29 mars 1960                 | 20   | 56 729  | 56 729  | 3      | Normandie-Niémen           |
| 2       | 30 mars au 5 avril 1960            | 16   | 59 674  | 116 403 | 6      | La Vache et le Prisonnier  |
| 3       | 6 au 12 avril 1960                 | 23   | 44 161  | 160 564 | 6      | La Vache et le Prisonnier  |
| 4       | 13 au 19 avril 1960                | NC   | NC      | NC      | NC     | Le Bossu                   |
| 5       | 20 au 26 avril 1960                | 20   | 45 270  | 224 729 | 13     | Le Bossu                   |
| 6       | 27 avril au 3 mai 1960             | NC   | NC      | NC      | NC     | Le Baron de l'écluse       |
| 7       | 4 au 10 mai 1960                   | NC   | NC      | NC      | NC     | Katia                      |
| 8       | 11 au 17 mai 1960                  | NC   | NC      | NC      | NC     | Le Baron de l'écluse       |
| 9       | 18 au 24 mai 1960                  | 15   | 42 279  | 335 597 | 14     | La Douceur de vivre        |
| 10      | 25 au 31 mai 1960                  | NC   | NC      | NC      | NC     | La Douceur de vivre        |
| 11      | 1er au 7 juin 1960                 | NC   | NC      | NC      | NC     | La Douceur de vivre        |
| 12      | 8 au 14 juin 1960                  | NC   | NC      | NC      | NC     | La Douceur de vivre        |
| 13      | 15 au 21 juin 1960                 | NC   | NC      | NC      | NC     | La Douceur de vivre        |
| 14      | 22 au 28 juin 1960                 | 10   | 21 480  | 415 438 | 10     | Annibal                    |
| 15      | 29 juin au 5 juillet 1960          | NC   | NC      | NC      | NC     | Annibal                    |
| 16      | 6 au 12 juillet 1960               | NC   | NC      | NC      | NC     | Salammbô                   |
| 17      | 13 au 19 juillet 1960              | NC   | NC      | NC      | NC     | Sous le signe de Rome      |
| 18      | 20 au 26 juillet 1960              | NC   | NC      | NC      | NC     | Sous le signe de Rome      |
| 19      | 27 juillet au 2 août 1960          | NC   | NC      | NC      | NC     | L'Aigle noir               |
| 20      | 3 au 9 août 1960                   | NC   | NC      | NC      | NC     | La Vache et le Prisonnier  |
| 21      | 10 au 16 août 1960                 | 23   | 25 087  | 489 392 | 11     | Le Vent de la plaine       |
| 22      | 17 au 23 août 1960                 | NC   | NC      | NC      | NC     | La Vache et le Prisonnier  |
| 23      | 24 au 30 août 1960                 | NC   | NC      | NC      | NC     | La Vache et le Prisonnier  |
| 24      | 31 août au 6 septembre 1960        | NC   | NC      | NC      | NC     | Le Maître de forges        |
| 25      | 7 au 13 septembre 1960             | NC   | NC      | NC      | NC     | Les Vieux de la vieille    |
| 26      | 14 au 20 septembre 1960            | NC   | NC      | NC      | NC     | Les Vieux de la vieille    |
| 27      | 21 au 27 septembre 1960            | NC   | NC      | NC      | NC     | La Française et l'amour    |
| 28      | 28 septembre au 4 octobre 1960     | NC   | NC      | NC      | NC     | La Française et l'amour    |
| 29      | 5 au 11 octobre 1960               | 17   | 60 410  | 641 067 | 25     | La Française et l'amour    |
| 30      | 12 au 18 octobre 1960              | NC   | NC      | NC      | NC     | La Française et l'amour    |
| 31      | 19 au 25 octobre 1960              | 11   | 71 533  | 728 019 | 30     | Le Dialogue des carmélites |
| 32      | 26 octobre au 1er novembre 1960    | NC   | NC      | NC      | NC     | Le Capitan                 |
| 33      | 2 au 8 novembre 1960               | NC   | NC      | NC      | NC     | Le Capitan                 |
| 34      | 9 au 15 novembre 1960              | NC   | NC      | NC      | NC     | Le Capitan                 |
| 35      | 16 au 22 novembre 1960             | NC   | NC      | NC      | NC     | Le Passage du Rhin         |
| 37      | 23 au 29 novembre 1960             | NC   | NC      | NC      | NC     | La Vérité                  |
| 38      | 30 novembre au 6 décembre 1960     | NC   | NC      | NC      | NC     | La Vérité                  |
| 39      | 7 au 13 décembre 1960              | NC   | NC      | NC      | NC     | La Vérité                  |
| 40      | 14 au 20 décembre 1960             | NC   | NC      | NC      | NC     | La Vérité                  |
| 41      | 21 au 27 décembre 1960             | NC   | NC      | NC      | NC     | Le Capitan                 |
| 42      | 28 décembre 1960 au 3 janvier 1961 | NC   | NC      | NC      | NC     | La Vérité                  |